# Orthopodomyia kummi
Orthopodomyia kummi är en tvåvingeart som beskrevs av Edwards 1939. Orthopodomyia kummi ingår i släktet Orthopodomyia och familjen stickmyggor. Inga underarter finns listade i Catalogue of Life.